# پاسیفیکا (کالیفرنیا)
پاسیفیکا (به انگلیسی: Pacifica) شهری در شهرستان سن ماتئو ایالت کالیفرنیا است که در سرشماری سال ۲۰۱۰ میلادی، ۳۷۲۳۴ نفر جمعیت داشته است.